# Apinisia
Apinisia — рід грибів родини Onygenaceae. Назва вперше опублікована 1968 року.

## Класифікація
До роду Apinisia відносять 3 види:
- Apinisia graminicola
- Apinisia queenslandica
- Apinisia racovitzae